# Fred Gwynne
Fred Gwynne, pseudonimo di Frederick Hubbard Gwynne (New York, 10 luglio 1926 – Taneytown, 2 luglio 1993), è stato un attore statunitense.

## Biografia
Iniziò la sua carriera agli inizi degli anni cinquanta. Dotato di un fisico statuario (era alto 196 cm) deve la sua fama al ruolo di Herman Munster, il capofamiglia protagonista della sitcom I mostri (1964-1966); prese parte anche a diversi film, tra cui La luna (1979) con Jill Clayburgh e Attrazione fatale (1987) con Michael Douglas e Glenn Close.
Dalla prima moglie, la socialite Jean Reynard, con cui fu sposato dal 1951 al 1980, Gwynne ebbe cinque figli: Gaynor (1952), Keyron (1953-1998 nato con handicap mentale), Evan (1956), Dylan (1962-1963, morto annegato nella piscina di famiglia) e Madyn (1965).  
Risposatosi nel 1988 con Deborah Flater, Gwynne morì nel 1993, a 66 anni, a causa di un cancro al pancreas.

## Filmografia parziale

### Cinema

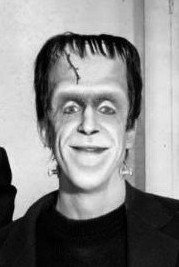
Fred Gwynne nella serie televisiva I mostri (1964)

- Fronte del porto (On the Waterfront), regia di Elia Kazan (1954)
- La dolce vita... non piace ai mostri (Munster, Go Home!), regia di Earl Bellamy (1966)
- La luna, regia di Bernardo Bertolucci (1979)
- Jeans dagli occhi rosa (So Fine), regia di Andrew Bergman (1981)
- Cotton Club (The Cotton Club), regia di Francis Ford Coppola (1984)
- Un poliziotto fuori di testa (Off Beat), regia di Michael Dinner (1986)
- Il ragazzo che sapeva volare (The Boy Who Could Fly), regia di Nick Castle (1986)
- Il segreto del mio successo (The Secret of My Success), regia di Herbert Ross (1987)
- Attrazione fatale (Fatal Attraction), regia di Adrian Lyne (1987)
- Ironweed, regia di Héctor Babenco (1987)
- Cimitero vivente (Pet Sematary), regia di Mary Lambert (1989)
- Crimine disorganizzato (Disorganized Crime), regia di Jim Kouf (1989)
- Mio cugino Vincenzo (My Cousin Vinny), regia di Jonathan Lynn (1992)

### Televisione
- The Kaiser Aluminum Hour – serie TV, episodio 1x21 (1957)
- I mostri (The Munsters) - serie TV, 72 episodi (1964-1966)

## Doppiatori italiani
Nelle versioni in italiano delle opere in cui ha recitato, Fred Gwynne è stato doppiato da:
- Sergio Rossi ne Il segreto del mio successo, Ironweed, Cimitero vivente
- Giorgio Gusso in Cotton Club, Il ragazzo che sapeva volare
- Roberto Bertea ne I mostri (st. 1)
- Giovanni Petrucci ne I mostri (st. 2)
- Sergio Fiorentini in La luna
- Carlo Reali in Un poliziotto fuori di testa
- Romano Ghini in Attrazione fatale
- Giuseppe Rinaldi in Mio cugino Vincenzo